# Orthogneiss

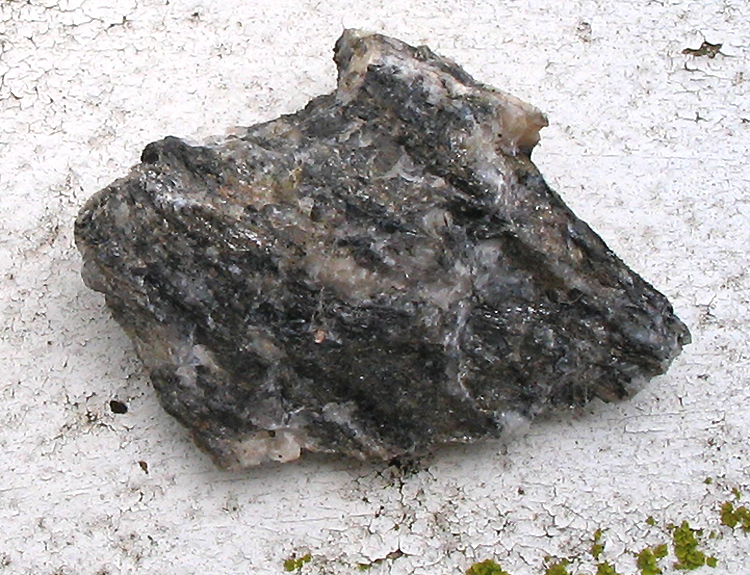
Orthogneiss de Mervent mylonitisé.

L’orthogneiss est un gneiss (roche métamorphique) dérivé d'une roche magmatique. Nombre des plus anciennes roches terrestres sont des orthogneiss, à la différence de l'autre gneiss, le paragneiss, qui est lui dérivé d'une roche sédimentaire.

## Étymologie
L'appellation orthogneiss est composée du préfixe ὀρθός, « orthόs », de l'ancien grec signifiant droit, direct et le mot allemand gneis utilisé par les mineurs médiévaux de la Saxonie au XVIe siècle pour ce type de roche cristalline.

## Distribution géographique
Des orthogneiss se trouvent sur tous les continents, mais leur distribution est liée aux terrains métamorphiques du socle cristallin. Les orthogneiss acides sont issus de granites, rhyolites, les orthogneiss basiques rentrent souvent dans le groupe des amphibolites issus d'une ancienne coulée basaltique.
Il est notamment utilisé pour la conception de statues menhirs ou de stèles gravées durant le Néolithique.

## Apparence

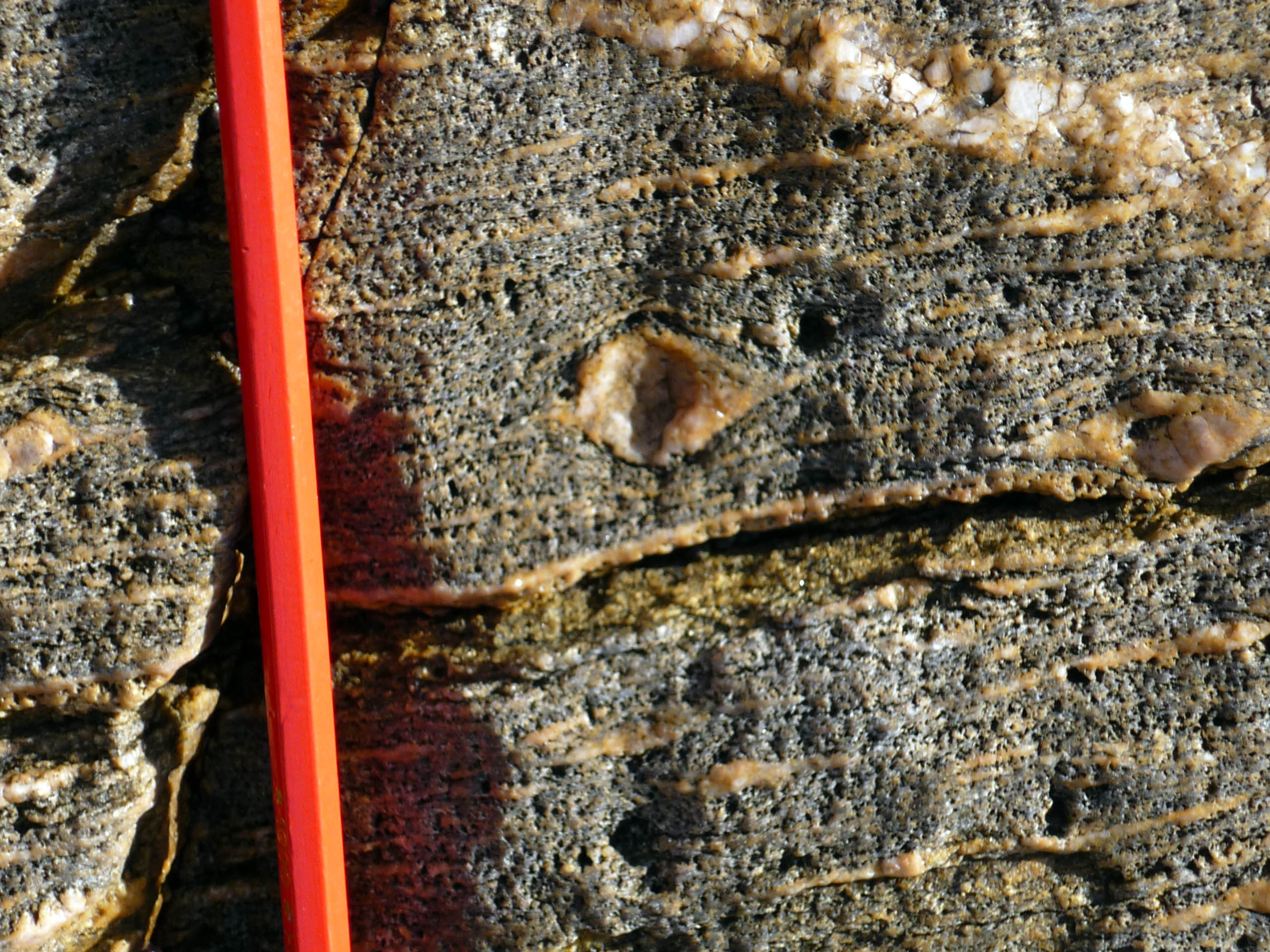
Processus métamorphique de dissolution–recristallisation dans un orthogneiss œillé. Observation d'ombres de pression (appelées « queues de cristallisation ») d'un porphyroclaste de feldspath.

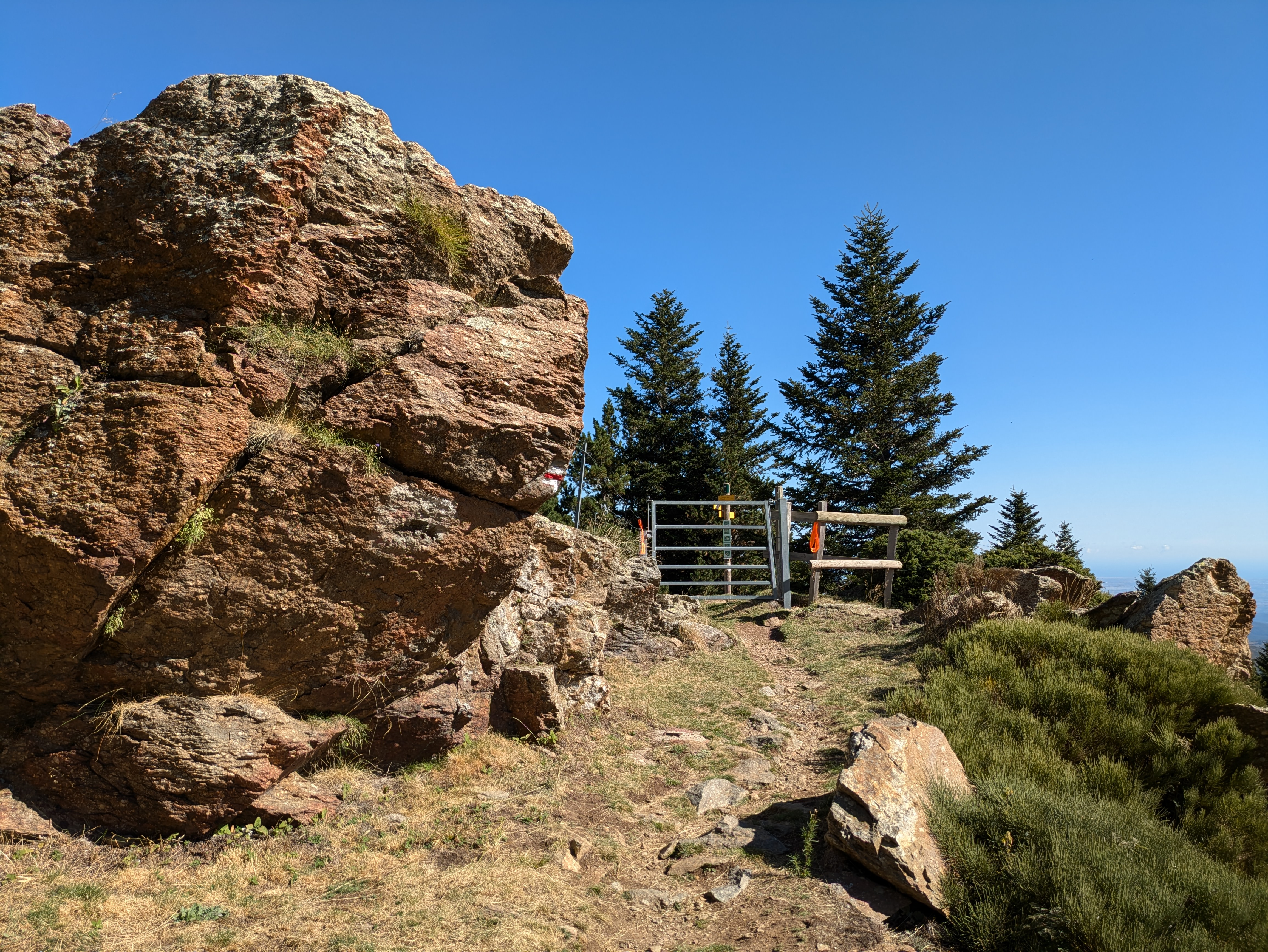
Affleurement d'orthogneiss œillé - Ras de Prat Cabrera, Massif du Canigou.

Son apparence, proche du paragneiss, permet difficilement de distinguer visuellement les deux roches. Seule une analyse chimique permet de les différencier.
Il présente souvent des foliations noires ou blanches, appelées rubanements, de micas et autres minéraux sombres ou feldspaths blancs provenant de la cristallisation de ces minéraux dans les plans de schistosité.
L'orthogneiss œillé tire son nom de la présence de phénocristaux de feldspath (généralement sous forme de plages centimétriques arrondis) dont la forme en amande évoque des yeux. L'observation macroscopique montre que les phénocristaux sont étirés et contournés par des feuillets de biotite (mica noir), ce qui indique qu'ils étaient présents avant le métamorphisme et que le protolithe de ce gneiss est généralement un ancien granite porphyroïde qui a été métamorphisé.

## Composition minéralogique
Ses principaux minéraux sont le feldspath, le mica et le quartz.